# Sanaa Benhama
Sanaa Benhama (9 de enero de 1982) es una deportista marroquí que compitió en atletismo adaptado. Ganó tres medallas de oro en los Juegos Paralímpicos de Pekín 2008.

## Palmarés internacional
| Juegos Paralímpicos | Juegos Paralímpicos | Juegos Paralímpicos | Juegos Paralímpicos |
| Año                 | Lugar               | Medalla             | Prueba              |
| ------------------- | ------------------- | ------------------- | ------------------- |
| 2008                | Pekín (China)       | Medalla de oro      | 100 m T13           |
| 2008                | Pekín (China)       | Medalla de oro      | 200 m T13           |
| 2008                | Pekín (China)       | Medalla de oro      | 400 m T13           |